# St. Clair Shores
St. Clair Shores é uma cidade localizada no estado americano de Michigan, no Condado de Macomb.

## Demografia
Segundo o censo americano de 2000, a sua população era de 63.096 habitantes.

## Geografia
De acordo com o United States Census Bureau tem uma área de
36,9 km², dos quais 29,9 km² cobertos por terra e 7,0 km² cobertos por água.

## Localidades na vizinhança
O diagrama seguinte representa as localidades num raio de 8 km ao redor de St. Clair Shores.